# Scheinwerfer

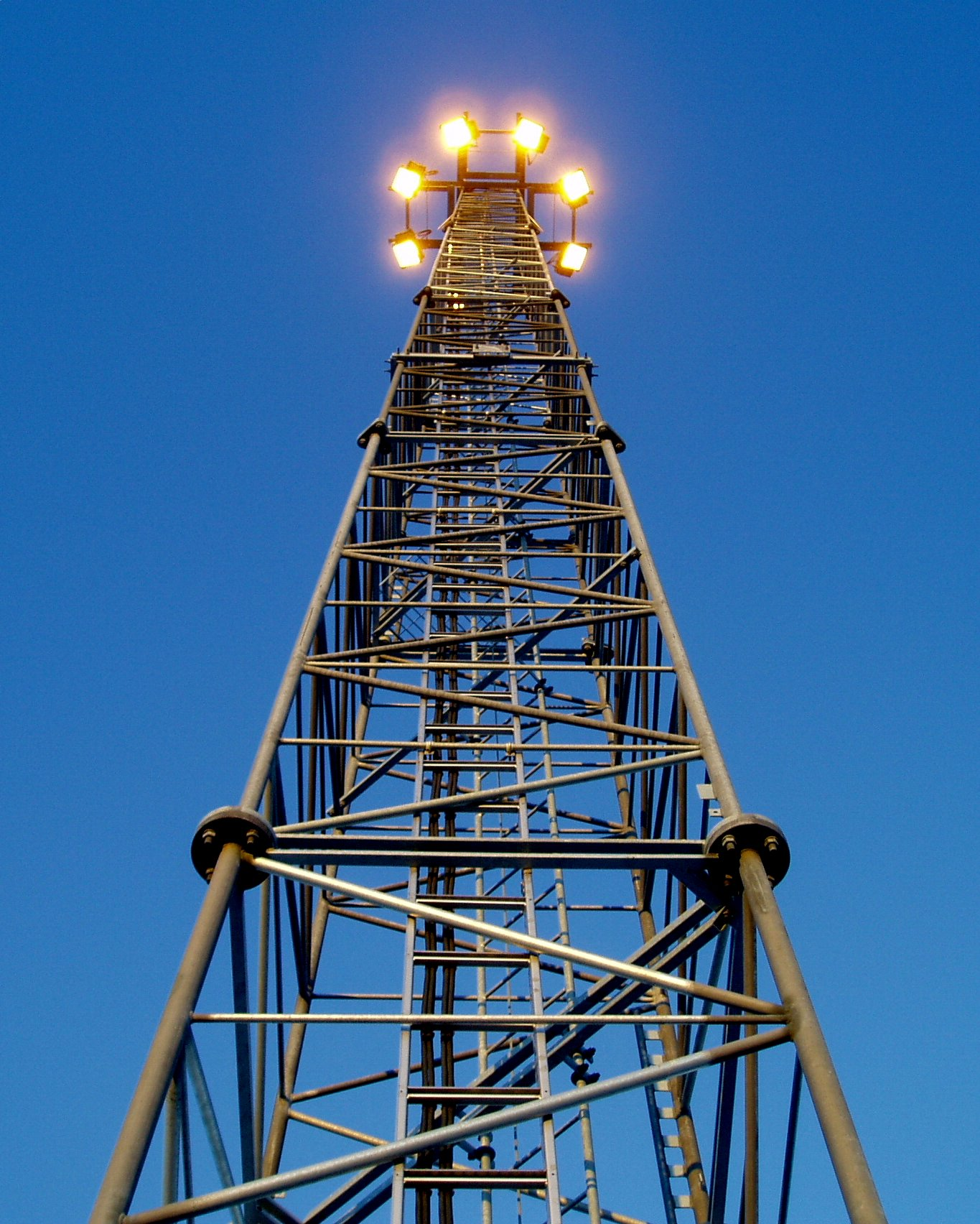
Flutlicht

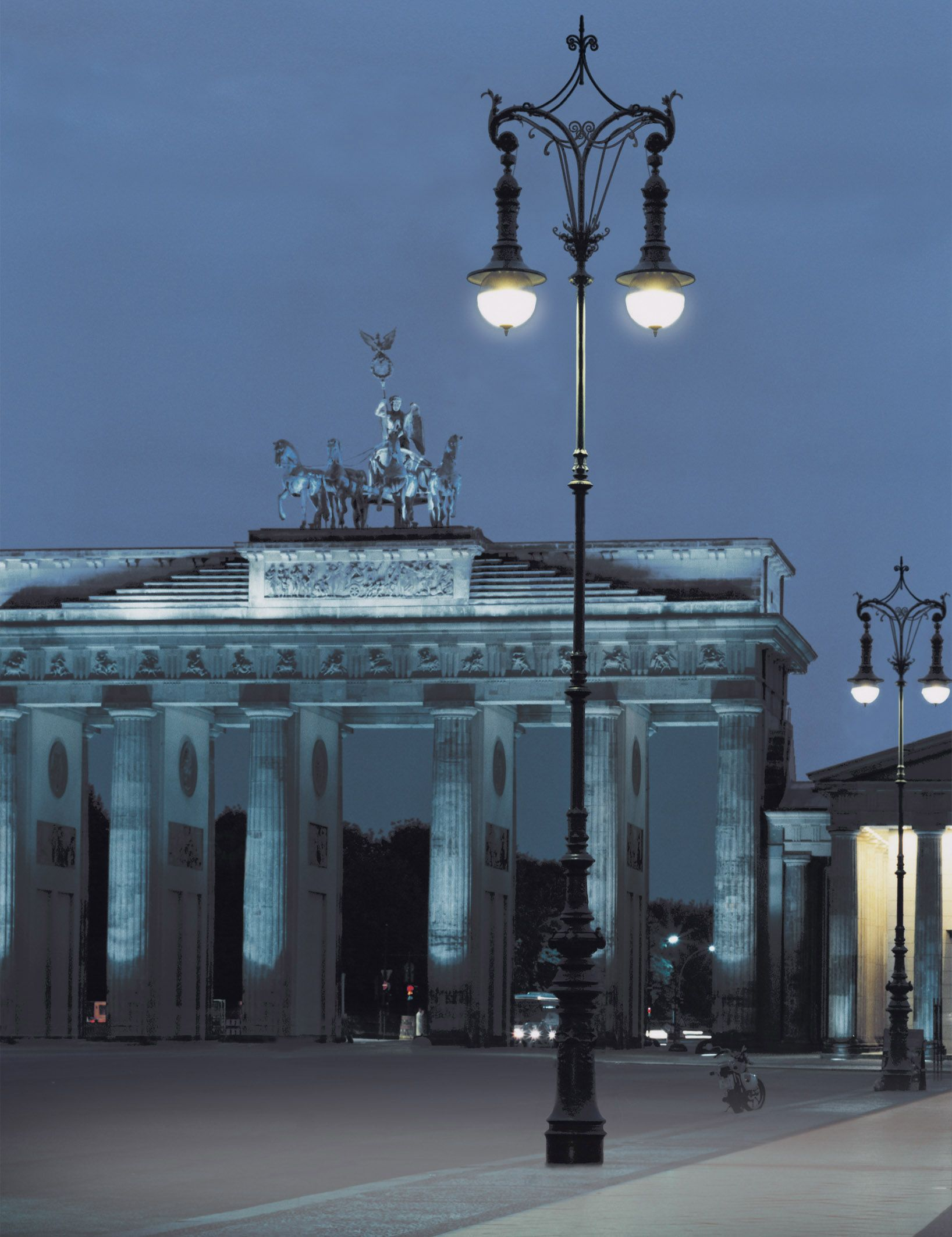
Klassischer Lichtmast mit Straßenscheinwerfer: Schupmann-Kandelaber am Brandenburger Tor in Berlin-Mitte

Der Scheinwerfer ist eine Leuchte, in der das durch ein Leuchtmittel (zum Beispiel Glühlampe, Gasentladungslampe, Bogenlampe, Leuchtdiode) erzeugte Licht durch scharfe Bündelung der Lichtstrahlen (Reflexion oder Brechung) in eine Richtung gelenkt wird.
Ein durch Scheinwerfer angestrahltes Objekt wird hervorgehoben. Dies ist in der Regel erwünscht (zum Beispiel in der Bühnentechnik).
Die große Wärmeentwicklung muss konstruktiv berücksichtigt werden.

## Aufbau und Funktion
Scheinwerfer bestehen aus einer Lichtquelle (Lampe, Leuchtmittel), einem Reflektor, einer transparenten Glasscheibe (als Schutz und evtl. als Diffusor) sowie (selten) optischen Linsen. Diese Elemente befinden sich in einem Gehäuse, das oft auch beweglich ist. Das Licht wird vom Reflektor gebündelt und tritt nach vorne, je nach Stellung, Form und Kombination der Linsen, gestreut oder gebündelt aus. Das Glas oder eventuell Farbfilter sind die letzten Glieder im Strahlengang.
Der Reflektor kann ein Kugelkalotten- oder ein Parabolspiegel sein, je nachdem, ob er allein oder zusammen mit einer Kondensorlinse die Bündelung bewirkt. Wenn eine bestimmte Lichtverteilung erreicht werden soll, z. B. bei einem Fahrzeugscheinwerfer, wird oft ein Freiformreflektor verwendet. Der Reflektor kann massiv metallisch, oberflächenverspiegelt oder rückflächenverspiegelt (Manginspiegel) sein. Die Spiegelschicht kann ein Metall (meist Aluminium) oder ein Interferenzspiegel (Dichroitischer Spiegel, z. B. bei Kaltlichtspiegellampen) sein.
Das austretende Licht kann durch vorgesetzte Farbglas-Filter oder durch dichroitische Reflektoren oder Filter gefärbt werden. Auch das Leuchtmittel selbst kann farbig oder mit Farbfiltern versehen sein. Scheinwerfer können mit Wärmeschutzfiltern versehen sein, um die Erwärmung der beleuchteten Objekte zu verringern.
Scheinwerfer werden an Fahrzeugen, auf Bühnen, bei Film-/Fotoaufnahmen, zur Architektur- und Veranstaltungsbeleuchtung etc. eingesetzt.

## Scheinwerfertypen

Strahlengang im Scheinwerfer mit Plankonvex-Linse. Fokus-Veränderung durch Verschieben der Lichtquelle

- Flutlichtstrahler – meist ein Parabol-Rinnenspiegel mit gestreckter Lichtquelle, zum Beispiel einer stabförmigen Halogen-Glühlampe, einer Hochdruck-Gasentladungslampe mit langem Lichtbogen (Langbogenlampe); er strahlt das Licht breit ab. Flutlichtstrahler haben eine sehr hohe Lichtleistung und dienen zur Ausleuchtung großer Flächen (z. B. Sportstadien, Bahnhofsgelände, Häfen).

Eine Fresnellinse (1) ist eine abgestufte Plankonvexlinse (2)

- Spiegel-Scheinwerfer – Lichtquelle ist im Brennpunkt eines Parabolspiegels, ggf. mit veränderbarem Abstand. Leuchtmittel: Glühlampe oder Kurzbogen-Gasentladungslampe (Xenon-Höchstdrucklampe, Halogen-Metalldampflampe)
- Linsen-Scheinwerfer (Projektionsscheinwerfer, Plankonvex- bzw. PC-Scheinwerfer) – Lichtquelle (Arten wie vor) ist nahe dem Mittelpunkt eines Kugelspiegels, davor ist eine Plankonvexlinse, die die Lichtquelle und ihr Spiegelbild im Unendlichen abbildet. Oft lässt sich der Austrittswinkel des Lichts durch den Abstand zwischen Lichtquelle und Linse verändern.
  - Scheinwerfer mit Stufen- bzw. Fresnellinse (nach dem Erfinder der Linse Augustin Jean Fresnel), auch Fresnellinsenscheinwerfer: Bei großen Modellen würde die Dicke der Linse in der Mitte zu groß werden und das Glas wäre zu schwer und würde leicht springen. Daher stuft man die konvexe Krümmung in mehreren konzentrischen Ringen ab.
  - Profil-Scheinwerfer – Projektionsscheinwerfer mit einer Zwischenabbildung im Inneren des Scheinwerfers (Kombination von Linsen und Blende), deren veränderbarer Abstand zur Lichtquelle und zueinander den Austrittswinkel des Lichts verändert. Auf die im Apparat liegende Abbildungsebene scharfgestellt, kann dort mit Metallschiebern, Irisblenden oder Motiv-Blenden (Gobos) der Lichtaustritt exakt beschnitten werden.
- LHGL-Wanne (Leuchtstoff-Hintergrundleuchte): Mit verschiedenfarbigen Leuchtstoffröhren arbeitender Breitstrahler für flächenhafte farbvariable Beleuchtung.
- LED-Scheinwerfer: Mit einer Vielzahl einzelner Leuchtdioden arbeitender Scheinwerfer. Die verwendeten Leuchtdioden besitzen je selbst eine Sammellinse. Die Scheinwerfer sind ein-, mehrfarbig oder weiß. Die Bündelung hängt von den verwendeten Leuchtdioden ab (min. etwa 6°) und kann nicht verändert werden.

## Verwendung

### Fahrzeuge, Flugzeuge
Scheinwerfer an Fahrzeugen (Frontscheinwerfer) und Flugzeugen (Landescheinwerfer) dienen der Verkehrssicherheit durch die Sichtbarmachung des Fahr- bzw. Flugzeuges und der Ausleuchtung des Fahrweges beim Fahren bzw. der Landung bei Dunkelheit. Frontscheinwerfer an Kraftfahrzeugen sind Parabol-Spiegel-Scheinwerfer, Klarglasscheinwerfer mit Freiformreflektor oder Projektionsscheinwerfer.

### Militärische Anwendung von Scheinwerfern

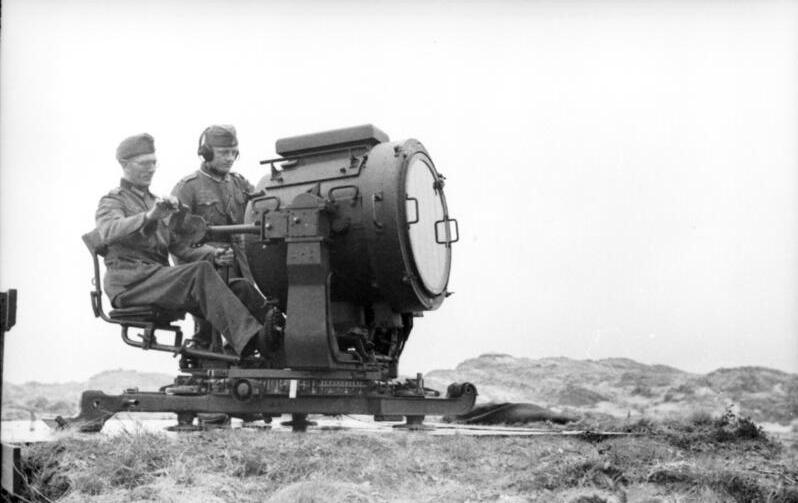
60-cm-Flakscheinwerfer 36

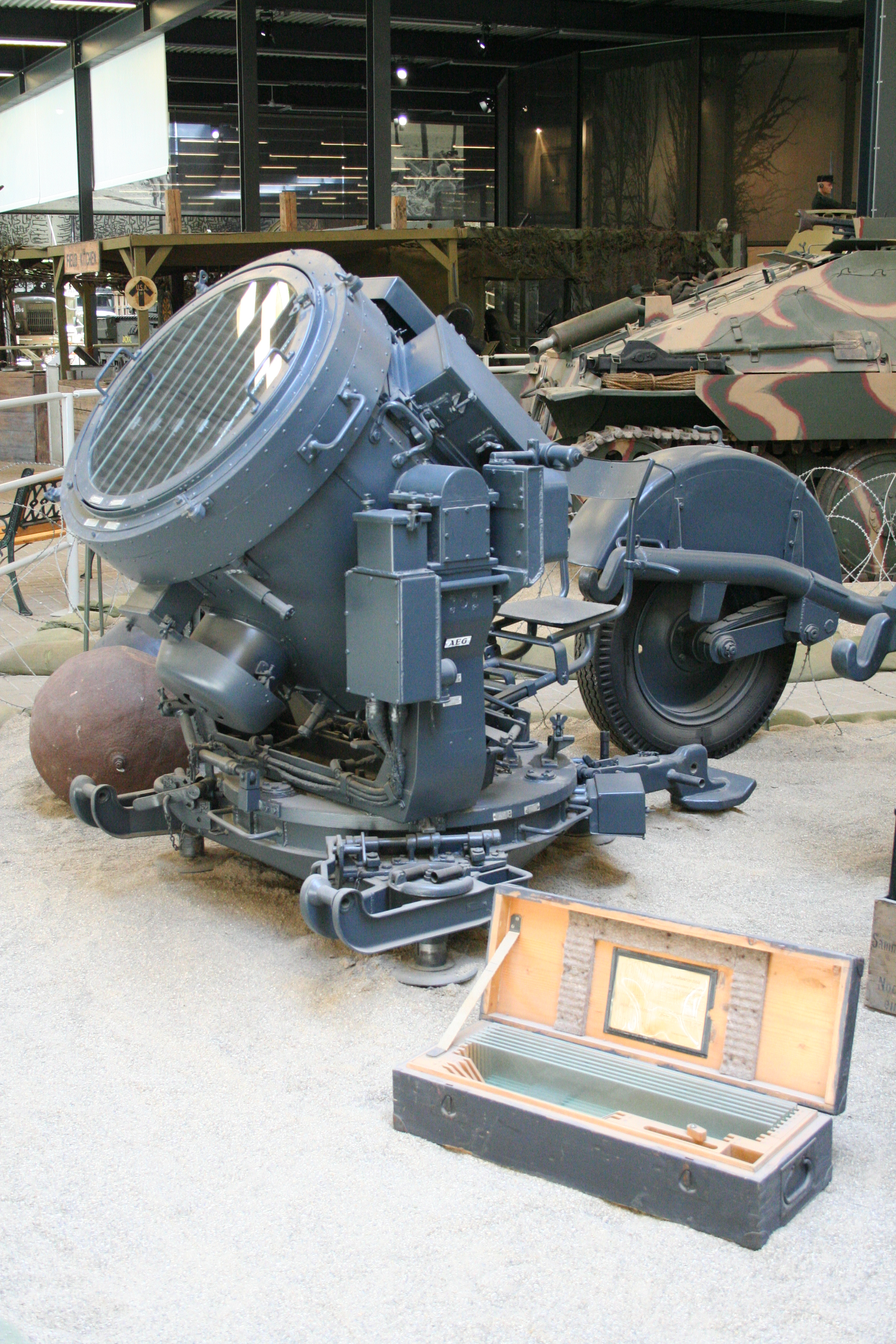

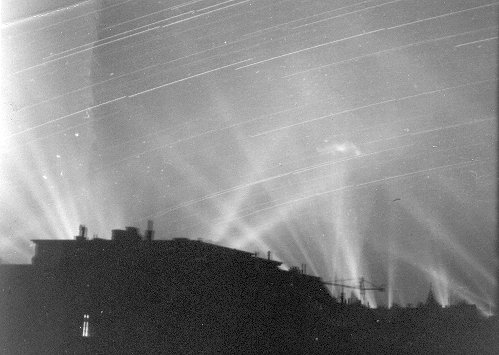
Suchscheinwerfer im Einsatz über Hamburg, 1942

Seit dem Ersten und besonders im Zweiten Weltkrieg wurden große, leistungsstarke Scheinwerfer mit Kohlebogenlampen verwendet, so z. B. in der Flugabwehr zur Unterstützung der Flak, zur Zielmarkierung für die Artillerie und als Suchscheinwerfer von Schiffen. Auf der deutschen Seite bestanden diese Scheinwerfer in den Standardausführungen aus einem 60-cm, 1,5 Meter („150er“) oder zwei Meter („200er“) durchmessenden Parabolspiegel, der in seinem Fokus eine Bogenlampe aus zwei gepressten Wolfram-Kohlestäben trug. Der Parabolscheinwerfer war an seiner vorderen Öffnung mit hitzebeständigem Quarzglas in Form eines runden Deckels verschlossen, der zur Erneuerung der Kohlestäbe und Wartung aufgeklappt werden konnte. Die Anordnungen benötigten eine hohe elektrische Leistung (ca. 12–15 Kilowatt), die von benzin- oder dieselbetriebenen Stromaggregaten oder von einem Generator an Bord eines den Scheinwerfer tragenden Lastkraftwagens mit dessen Fahrmotor erzeugt wurde. Ein 1,5-m-Scheinwerfer hatte eine Lichtstärke von 1 Gcd.

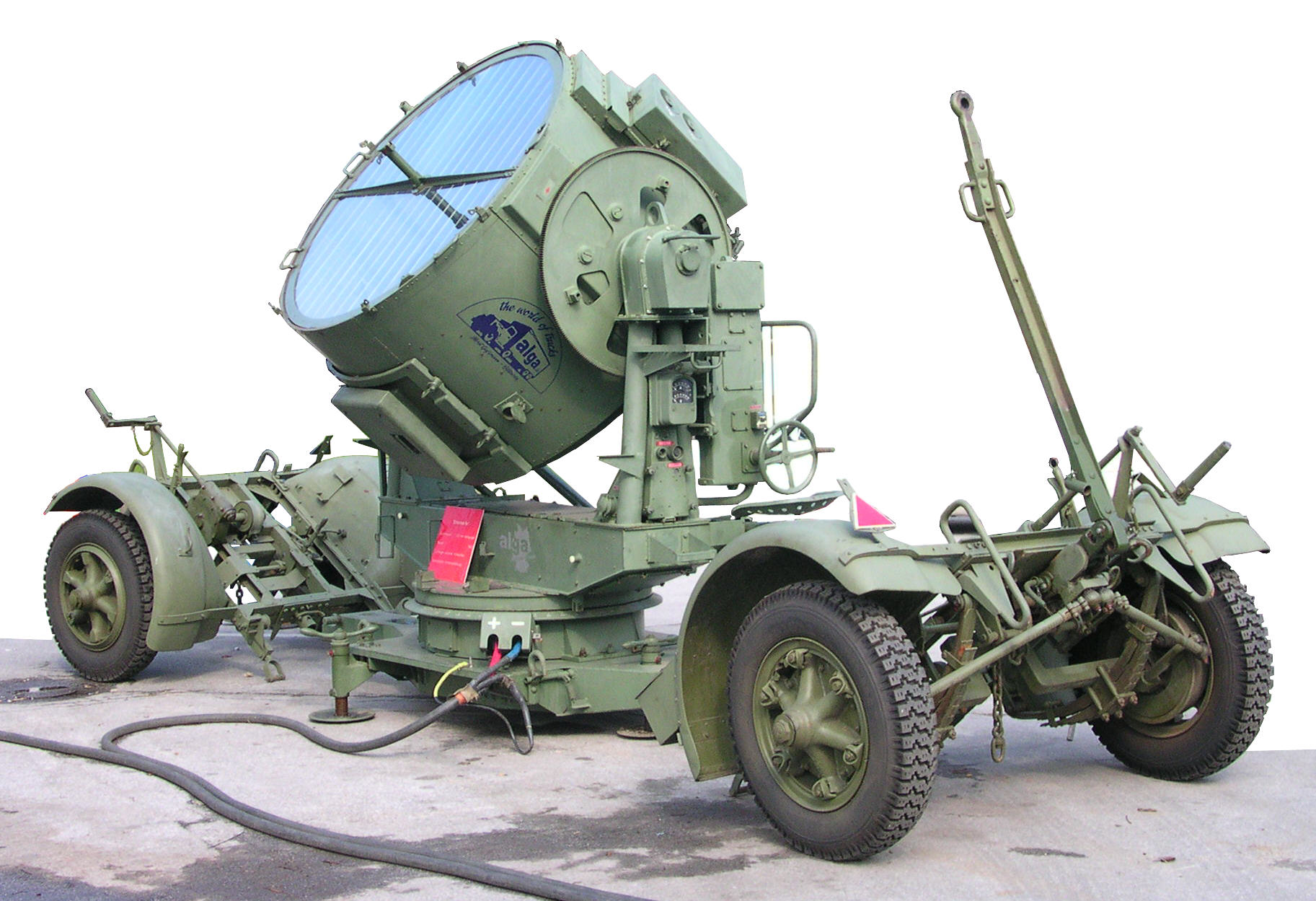
150-cm-Flakscheinwerfer 34 auf Sonderanhänger 104, Arbeitsspannung 78 V, Leuchtweite 10.000 m, Leuchthöhe 12.000 m

Der von den Flak-Scheinwerfern erzeugte Lichtstrahl reichte je nach Wetterlage bis zu zwölf Kilometer hoch. Im Zweiten Weltkrieg versuchten die sechs- bis achtköpfigen Bedienungen der Scheinwerfer, den an der Spitze der feindlichen Bomber fliegenden „Scout“ („Pfadfinder“) zu blenden und ihm so die Sicht bzw. die Orientierung zu nehmen.
Mit dem Lichtstrahl der Scheinwerfer wurden außerdem im Verband fliegende feindliche Flugzeuge angeleuchtet, um der Flugabwehr gut sichtbare Ziele zu bieten. Die Beleuchtung feindlicher Flugzeuge über Großstädten funktionierte so gut, dass die deutsche Luftwaffe sogar Tagjäger zur Bekämpfung der Bomber einsetzte („Wilde Sau“). Dabei wurden in der Regel die Lichtkegel von fünf im Umkreis von etwa fünf Kilometern stationierten Scheinwerfern (vier 150er und in der Mitte ein 200er als Leitstrahl) gebündelt.
Das engste Netz von Scheinwerfern war im Zweiten Weltkrieg um die Reichshauptstadt Berlin gezogen. In der westlichen Einflugschneise der feindlichen Bomber konnte von Werder und Wildpark bei Potsdam über Ketzin im Havelland und den Sendeanlagen in Nauen (Deutschlandsender) bis Kremmen und Oranienburg (35 km nördlich von Berlin) eine durchgehende Lichtwand gebildet werden. Die Scheinwerferbesatzungen waren in Stellungen auf freiem Feld in abgelegenen Orten mit freiem Leuchtfeld stationiert. In diesen Stellungen waren vor allem Oberschüler aus Sachsen als Flakhelfer eingesetzt.
Die Westalliierten benutzten gegen Ende des Zweiten Weltkriegs starke Scheinwerfer, die ihr Licht durch einen schmalen Spalt vom Turm speziell dafür hergerichteter Panzer aussandten (größere Spiegel wären ein zu leichtes Ziel für Geschosse gewesen). Sinn der unter dem Tarnnamen „Canal Defence Lights“ (CDL) entwickelten Geheiminstallation war einerseits die bessere Zielidentifizierung im Nachtkampf, andererseits aber auch die Blendwirkung für den Gegner. Im maritimen Bereich erfüllte das Leigh-Light ab 1942 einen vergleichbaren Zweck bei der nächtlichen Bekämpfung deutscher U-Boote durch alliierte Flugzeuge.
Kohlebogenlampen-Scheinwerfer waren bis mindestens 1978 auch in der Sowjetunion und Staaten des Warschauer Pakts im Einsatz. Des Weiteren wurden derartige Scheinwerfer von den Grenztruppen der DDR eingesetzt. Ziel war es, bestimmte Seeräume abschreckend auszuleuchten. Dies wurde dort bis mindestens 1984 praktiziert. Solche Scheinwerfer besaßen eine automatische Kohlestift-Nachstellvorrichtung, die mit einem Elektromotor und einem von einer Sammellinse beleuchteten Thermoschalter arbeitete.

### Infrarot-Scheinwerfer

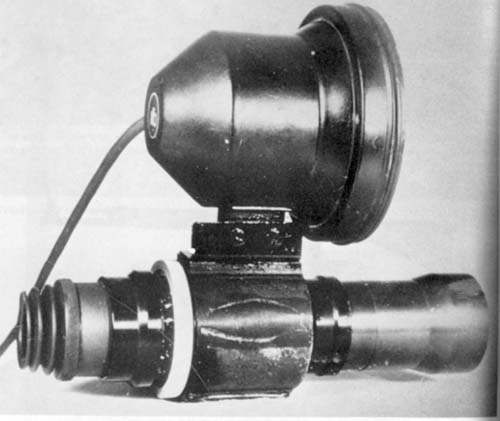
Zielgerät 1229: Infrarotscheinwerfer über dem Bildverstärker

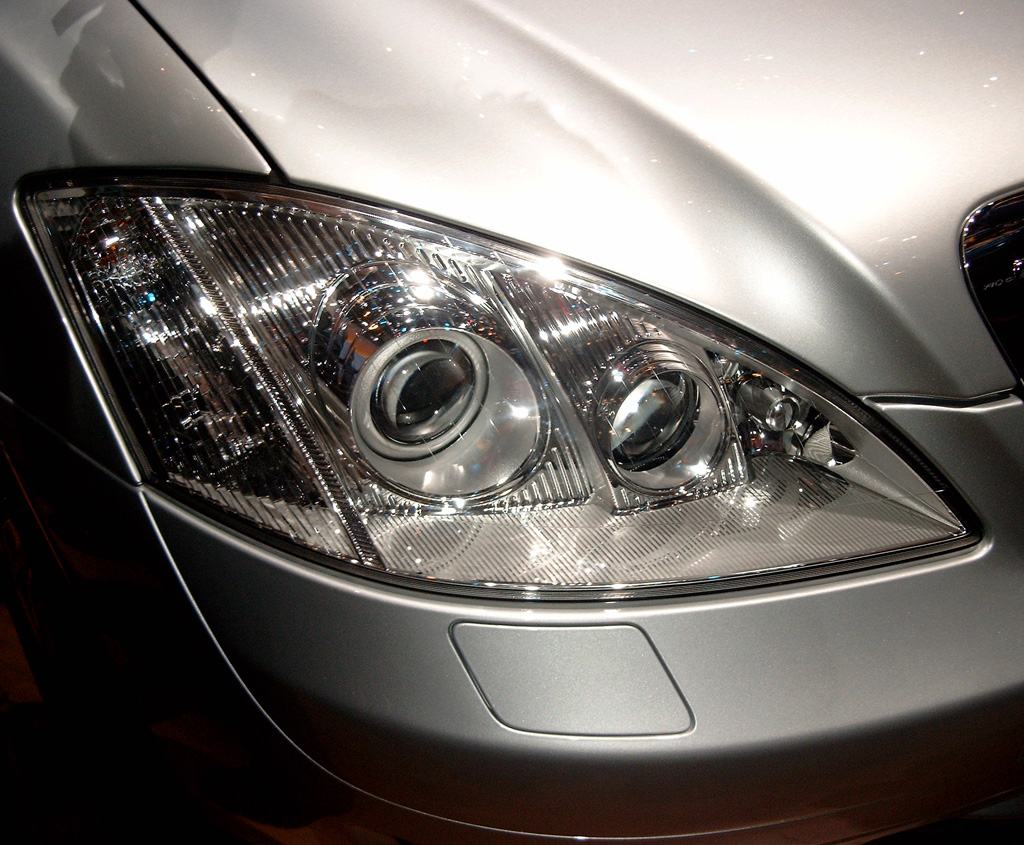
PKW-Scheinwerfer mit Infrarotleuchte (Nachtsicht-Assistent)

Infrarotscheinwerfer strahlen im nahen Infrarot und dienen im Zusammenhang mit Nachtsichtgeräten bzw. Restlichtverstärkern zur unsichtbaren Beleuchtung möglicher Ziele oder Angreifer, bzw. zur Ausleuchtung des Überwachungsbereiches. Leistungsstarke Infrarotscheinwerfer sind wie konventionelle Scheinwerfer aufgebaut, als Leuchtmittel eignen sich insbesondere Halogenmetalldampflampen und Quecksilberdampf-Hochdrucklampen. Sie besitzen jedoch Sperrfilter für den sichtbaren Strahlungsanteil der ohnehin vorwiegend im Infraroten strahlenden Lampe. Da die Sperrfilter einen großen Teil der Lichtstrahlen in das Lampeninnere zurückwerfen, ist die Wärmeentwicklung größer als bei vergleichbaren Scheinwerfern ohne Sperrfilter. Deswegen kommen bei diesen Scheinwerfern technische Maßnahmen zur Wärmeableitung zum Einsatz.
Kleine Infrarotscheinwerfer können auch mit Infrarot-Leuchtdioden realisiert werden, diese benötigen keine Filter. Da eine einzelne Leuchtdiode nur eine schwache Leuchtkraft hat, kommen in den Scheinwerfern viele Dioden zum Einsatz. Diese Scheinwerfer werden vorwiegend zur Objektüberwachung im Zusammenhang mit infrarotempfindlichen Überwachungskameras eingesetzt.
CCD- oder CMOS-Sensoren, wie sie in Digital- und Videokameras eingesetzt werden, nehmen Infrarotlicht wahr.

### Scheinwerfer zur Signalübertragung

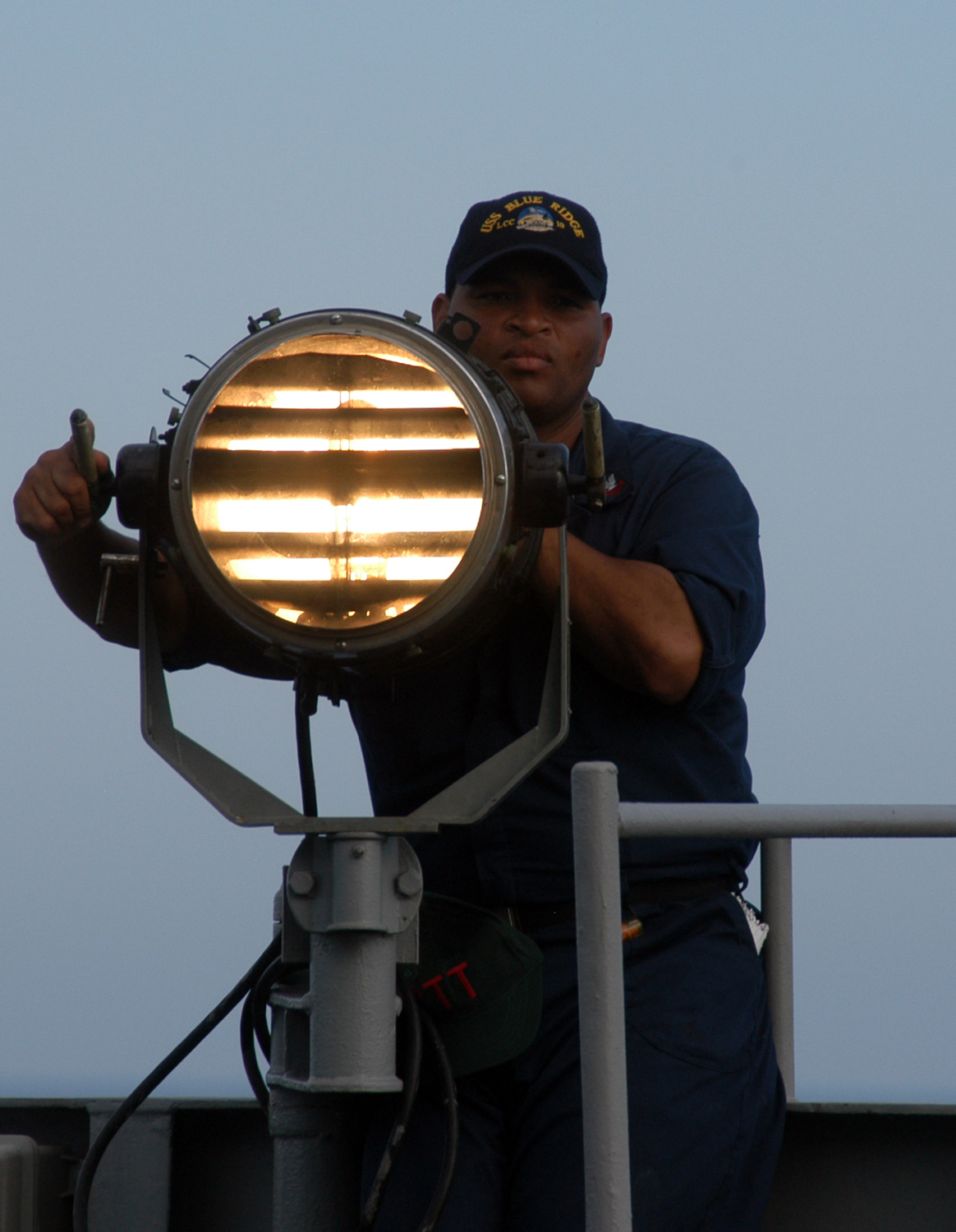
Übermittlung von Morsecodes mittels Lichtzeichen in der Seefahrt, amerikanischer Marinesoldat, 2005

Ab den 1830er Jahren gab es sukzessive technische Verbesserungen in der Morsetelegrafie. Insbesondere auf Schiffen gab und gibt es als Signallampen besondere Scheinwerfer mit Jalousie-Verschlüssen, die zur Signalübermittlung über große Entfernungen zwischen Schiffen verwendet werden, indem die Jalousien per Hand im Rhythmus von Morsezeichen geöffnet und geschlossen werden. Seit Funksender geortet („Funkpeilung“) und Funksprüche abgehört werden können, hatte (und hat bis heute) die Kommunikation zwischen Schiffen (einschl. aufgetauchter U-Boote) mittels Lichtzeichen erhebliche Bedeutung.
Kleine Glühlampen oder LED können elektrisch moduliert auch zur Sprachübertragung verwendet werden (Lichttelefon). Während des Zweiten Weltkrieges gab es Versuche, mittels Lichtbogenlampen eine verschlüsselte Signalübertragung über große Entfernung zu realisieren. Dabei wurden bis zu fünf gleichzeitige Sprachkanäle erfolgreich getestet. Die Übertragungsstrecke war 18,2 km lang.

### „Lichtdome“ zur Propaganda

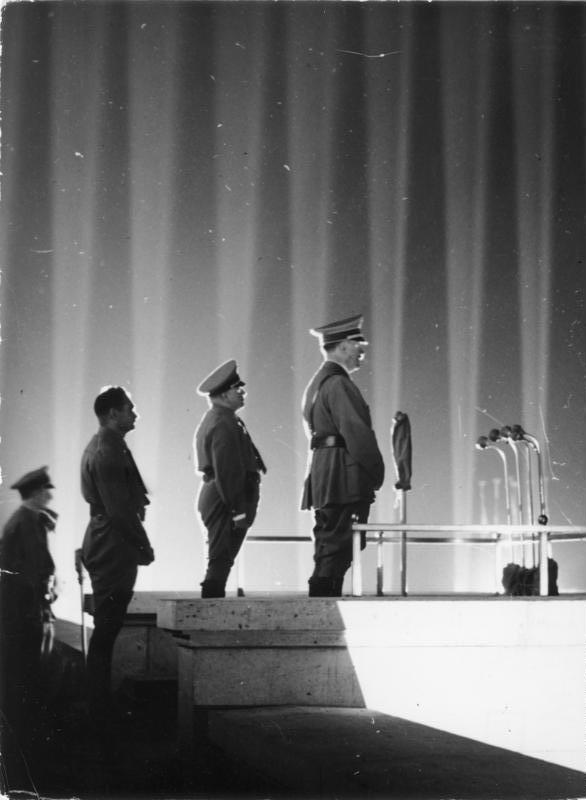
Lichtdom beim Reichsparteitag der NSDAP am Reichsparteitagsgelände, Nürnberg 1936. Das Licht der Flakscheinwerfer erschien bläulich. Rechts Hitler, dahinter Reichsorganisationsleiter Robert Ley und Reichsminister Rudolf Heß.

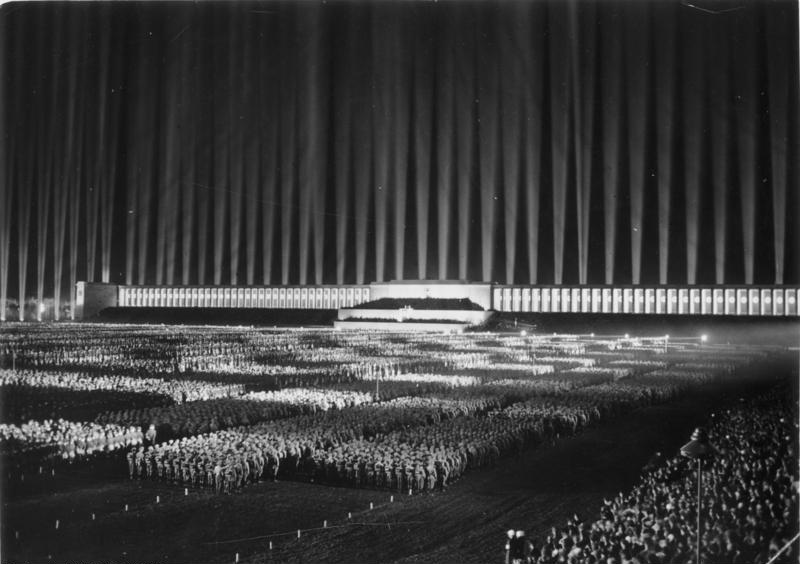
Frontansicht des Lichtdoms beim Reichsparteitag am Reichsparteitagsgelände, Nürnberg 1936

Zum ersten Mal wurden in der Zeit des Nationalsozialismus in Deutschland Scheinwerfer zu Propagandazwecken eingesetzt. Der damalige Bauminister Albert Speer (1905–1981) entwickelte eine eigene Technik für den „Baustoff Licht“, indem er Scheinwerferstrahlen bei den Olympischen Sommerspielen 1936 zu einem sogenannten Lichtdom bündelte. Auf den Reichsparteitagen in Nürnberg wurden damit hunderttausende Anhänger Adolf Hitlers auf dem Zeppelinfeld in den Abendstunden in eine spektakuläre pseudosakrale Stimmung versetzt (siehe auch Führerkult). Um den Lichtdom zu bilden, waren 152 motorisierte Flakscheinwerfer und 2000 weitere feste Leuchtquellen mit einer Leistung von 3100 kW eingesetzt. Die den NS-Geist beschwörenden Licht-Inszenierungen wurden in dem Dokumentarfilm „Triumph des Willens“ der damaligen Starregisseurin Leni Riefenstahl (1902–2003) propagandistisch und künstlerisch aufbereitet.
Einzelne während der Dunkelheit am Himmel erzeugte Lichtkegel nennt man auch Himmelsstrahler.

### Veranstaltungstechnik

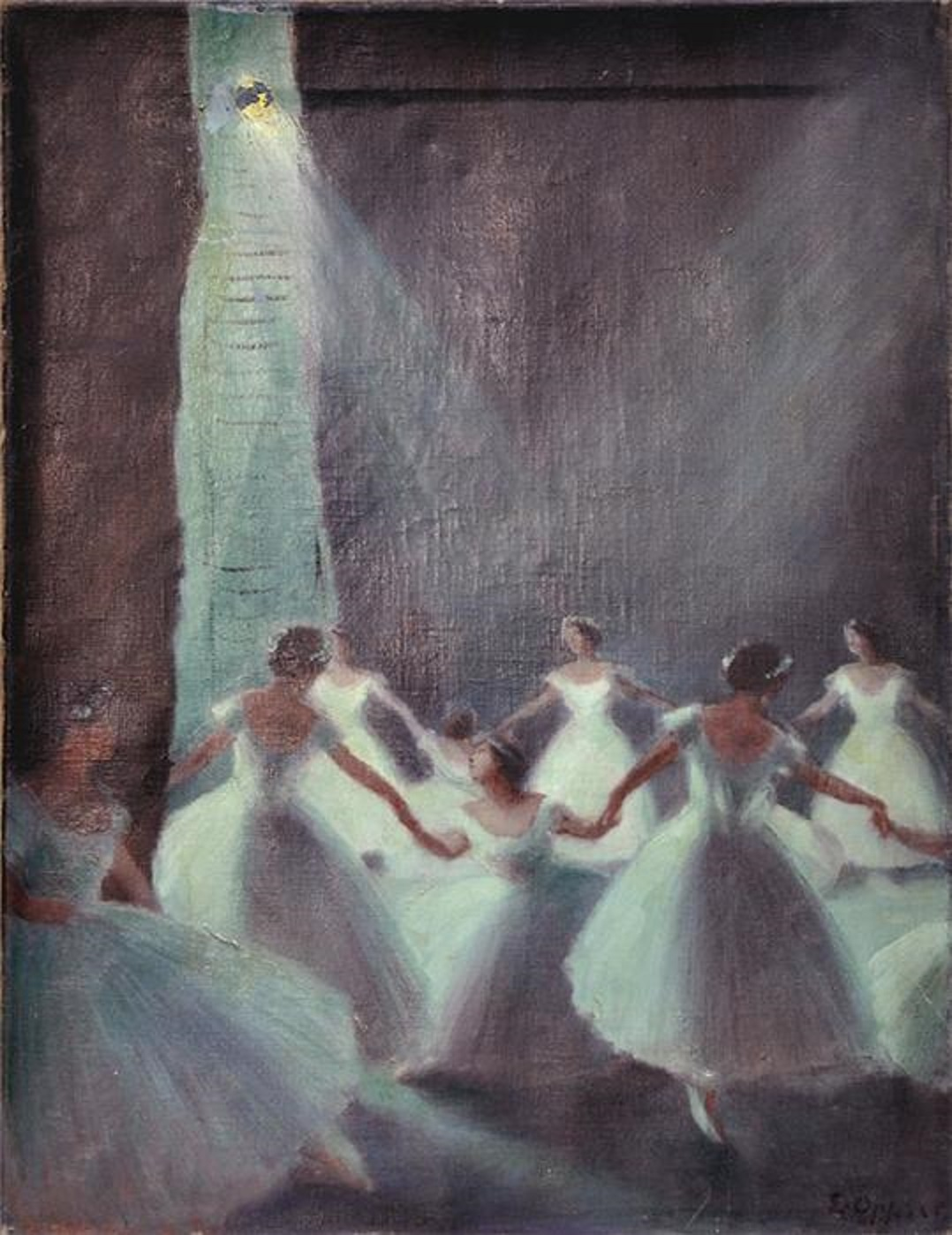
Scheinwerfer bei einer Ballettaufführung, Gemälde von Ernst Oppler, 1912

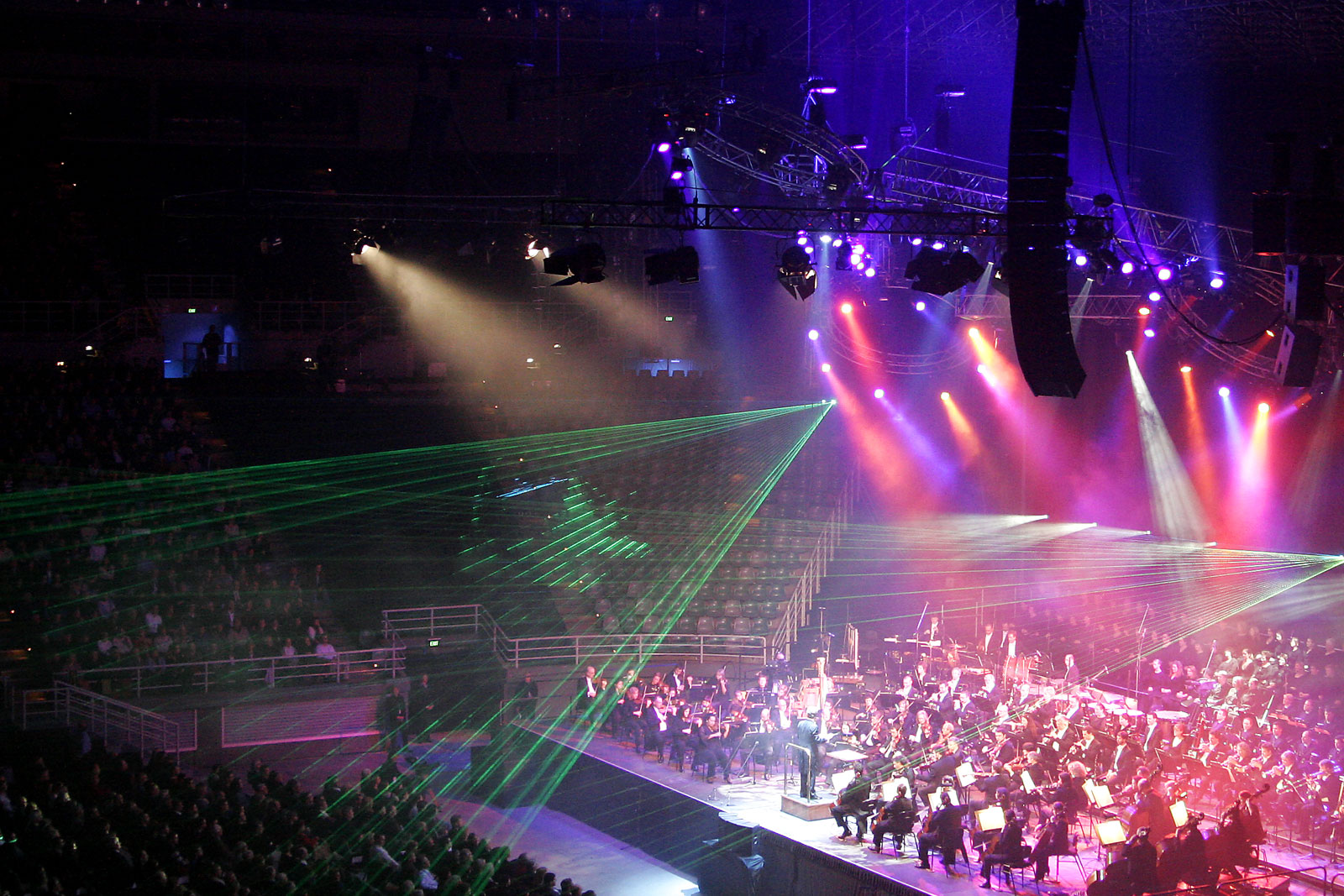
Bühnenscheinwerfer (hier mit Laserlicht)

In der Veranstaltungstechnik werden neben konventionellen Scheinwerfern auch Scheinwerfer mit variablen, fernsteuerbaren Farben, Abstrahlgeometrien, -richtungen und Intensitäten verwendet, die oft von einem Computer oder Steuerpult aus entsprechend den Regieanweisungen gesteuert werden.
Motorbetriebene, bewegliche Scheinwerfer (Moving-Lights) gibt es mit zwei Techniken: Beim Moving Head bewegt sich der gesamte Scheinwerferkopf, beim Scanner lenken motorisierte Spiegel das Licht.
Die Scheinwerfer haben dazu motorbetriebene Schwenkachsen, Farbräder (kreisflächenförmige, drehbare Farbfilter mit unterschiedlichen Farbsegmenten), bewegliche Linsen und Spiegel sowie Blenden. Die Intensität wird mit Triacstellern gesteuert.
Zur Beleuchtung von Solisten gibt es Nachführungssysteme, die den Lichtkegel eines Scheinwerfers stets auf den Interpreten ausrichten, der hierzu z. B. einen Ultraschall-Sender trägt.
Auch Blitzlampen haben oft Reflektoren zur gerichteten Abstrahlung.
Siehe auch: PAR-Scheinwerfer, Theaterbeleuchtung, Veranstaltungstechnik

### Film-/Fotoaufnahmen
Film-, Fernseh- und Fotostudios verfügen über Scheinwerfer. Hier dienen sie zur Verbesserung der Bildqualität. Es sind kürzere Belichtungszeiten oder kleinere Blenden verwendbar, sodass sich die Bewegungsunschärfe verringert und die Schärfentiefe erhöht.
Zusammen mit diffus reflektierenden Schirmen dienen sie zur besseren, weicheren Ausleuchtung insbesondere von Gesichtern.
In Fotostudios werden Blitzscheinwerfer verwendet, die eine konventionelle Lichtquelle und eine Blitzlampe enthalten, die beide die gleiche Abstrahlcharakteristik haben.
Scheinwerfer werden auch bei Außendrehs (Filmaufnahmen außerhalb von Gebäuden) verwendet, um die Ausleuchtung zu verbessern oder die Stimmung zu verändern (z. B. blaues Licht für Nachtszenen, Simulation von Sonneneinstrahlung). Einer der derzeit stärksten Scheinwerfer zum Simulieren von Tageslicht ist der Arrimax 18/12. Mit der 18-kW-HMI-Lampe schafft der Spotscheinwerfer 129960 Lux auf eine Entfernung von 10 m.
Künstliche Landschaftshintergründe werden mit starken Projektoren auf einer Leinwand erzeugt.

### Sonstige Formen

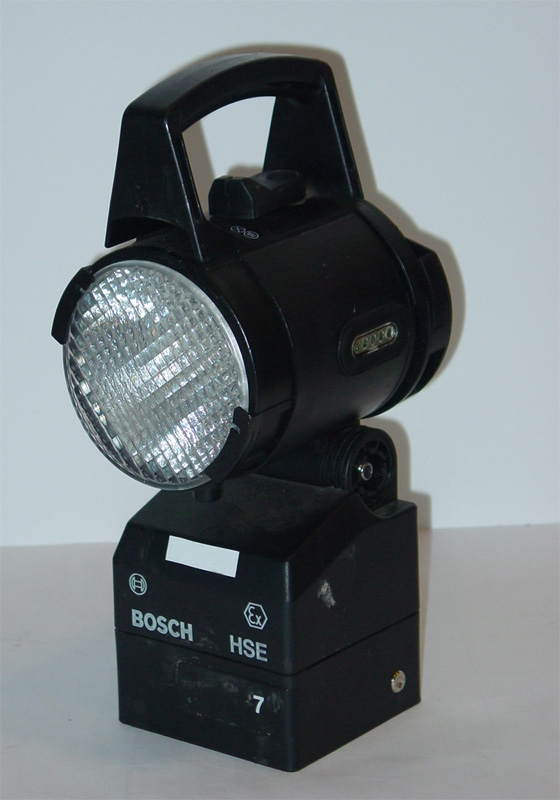
Handscheinwerfer der Feuerwehr

Handscheinwerfer werden unter anderem bei der Feuerwehr oder auch als Notbeleuchtung (bei Stromausfällen) verwendet. Sie sind batteriebetrieben oder verfügen über einen Stecker für das Bordnetz eines Kraftfahrzeuges. Im weiteren Sinne gehören dazu auch Taschenlampen und Grubenlampen.
Videoprojektoren und andere Projektoren (Filmprojektoren, Diaprojektoren) erzeugen ebenfalls eine gerichtete Lichtabstrahlung, die ebenso wie bei einem Projektionsscheinwerfer aufgebaut ist.
Leuchttürme und Rundumleuchten besitzen um eine feststehende Lichtquelle (meist Glühlampe) umlaufende optische Komponenten zur Bündelung. Bei Rundumleuchten ist dies ein Parabolreflektor, bei Leuchttürmen ein Projektionsscheinwerfer mit Fresnellinse.